# L'Assomption (Bas-Canada)
L'Assomption est un district électoral de la Chambre d'assemblée du Bas-Canada ayant existé de 1830 à 1838.

## Histoire
Le district est créé lors de la refonte de la carte électorale de 1829 par division du district de Leinster. Il s'agit d'un district représenté conjointement par deux députés. Il est suspendu de 1838 à 1841 en raison de la Rébellion des Patriotes.

## Liste des députés

### Siègeno1
| Années | Années      | Député                 | Parti       |
| ------ | ----------- | ---------------------- | ----------- |
|        | 1830 - 1832 | Barthélemy Joliette    | Indépendant |
|        | 1832 - 1834 | Édouard-Étienne Rodier | Patriote    |
|        | 1834 - 1838 | Édouard-Étienne Rodier | Patriote    |

### Siègeno2
| Années | Années      | Député                   | Parti    |
| ------ | ----------- | ------------------------ | -------- |
|        | 1830 - 1834 | Amable Éno dit Deschamps | Patriote |
|        | 1834 - 1838 | Jean-Baptiste Meilleur   | Patriote |